# 53T6
Die Rakete 53T6 (NATO-Codename: ABM-4A Gazelle, vormalige Bezeichnung SH-08) ist eine Kurzstrecken-ABM-Rakete aus der Sowjetunion bzw. der Russischen Föderation. Sie ist Bestandteil des A-135-Raketenabwehrsystems und sollte vorrangig den für die Abwehr auf große Distanzen vorgesehenen Raketentyp 51T6 auf kurze Reichweiten ergänzen.

## Einsatzart und Konzept
Im Kalten Krieg projektierte die Sowjetunion mit dem A-135-System eine Flächenverteidigung des Ballungsraums Moskau. Mit dem A-135-System sollen Mittelstreckenraketen und Interkontinentalraketen, bzw. deren Wiedereintrittskörper mit den nuklearen Sprengköpfen bekämpft werden. Gemäß der Einsatzkonzeption sollen anfliegende ballistischen Raketen und Wiedereintrittskörper zunächst mit den langreichweitigen 5N79 Daryal (NATO-Codename: „Pechora“) Frühwarnradars geortet und bereits außerhalb der Erdatmosphäre mit den 51T6-Raketen bekämpft werden. Hierbei sollen die Raketen dann vom separaten 5N20 Don-2N-Radarkomplex (NATO-Codename: „Pill Box“) geleitet werden. Den kleineren 53T6-Raketen kommt die Aufgabe zu, jene Sprengköpfe zu bekämpfen, die mit den 51T6-Raketen nicht zerstört wurden und bereits in die Erdatmosphäre eingetreten sind. Da für diese Aufgabe nur ein sehr kleines Zeitfenster bleibt, ist eine sehr stark beschleunigende Rakete erforderlich, die mit hoher Geschwindigkeit einen Abfangkurs zum Wiedereintrittskörper einschlagen kann. Der Sprengkopf des Ziels soll dann selber durch den Nukleargefechtskopf der 53T6-Rakete zerstört werden.
Die 53T6-Raketen sind den US-amerikanischen Sprint-Raketen ähnlich.

## Technik

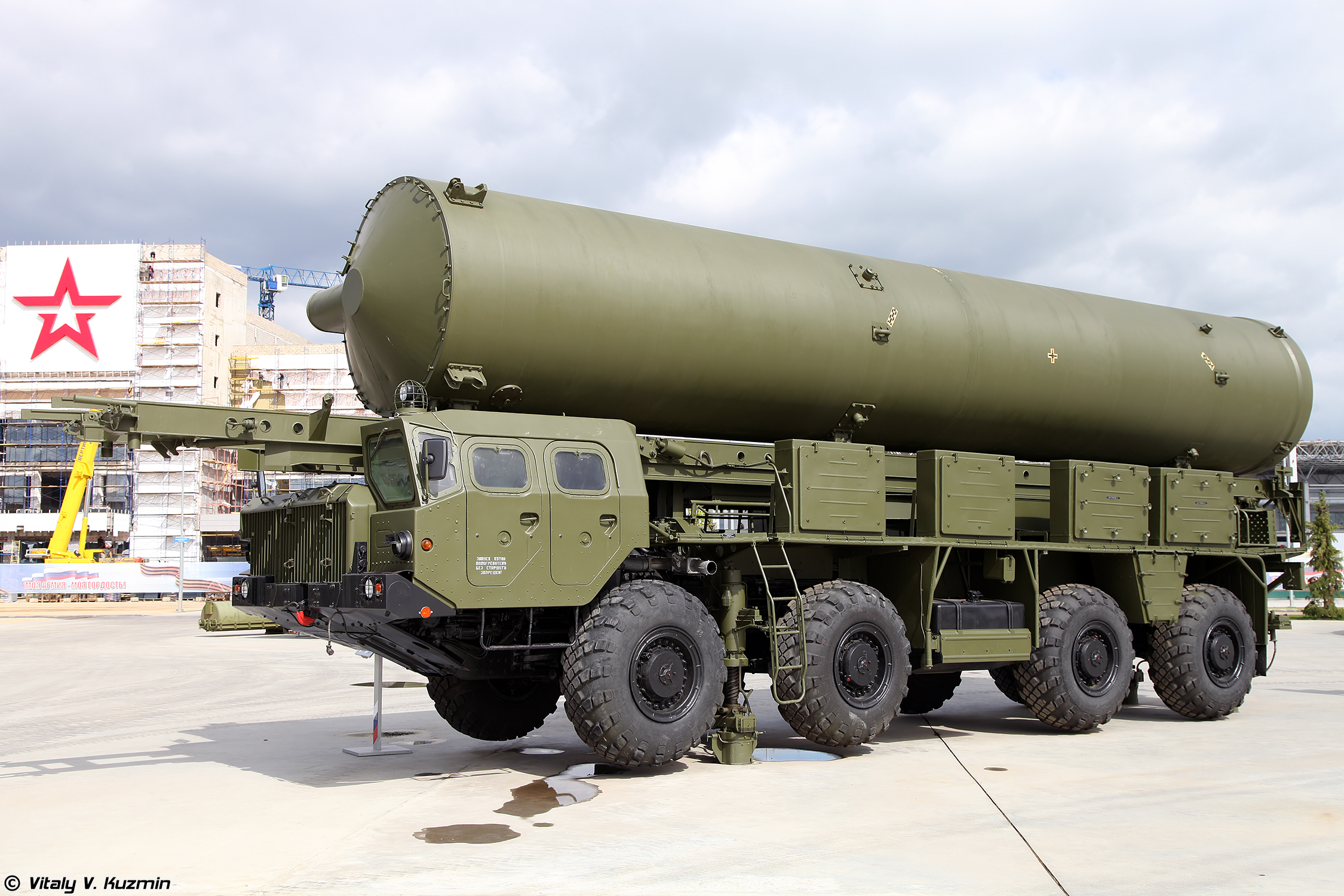
5T92-Transporter, der Flugkörper befindet sich im zylinderförmigen Objekt auf dem LKW.

Die 53T6-Rakete basiert auf der Rakete 5Ja26 (PRS-1), welche für das nie vollendete S-225-Raketenabwehrsystem entwickelt wurde. Die 53T6-Rakete ist ein zweistufiger Flugkörper und hat die Form eines in einem spitzen Winkel zulaufenden Kegels. Der Raketenrumpf wurde aus Verbundwerkstoffen und Titanlegierungen gefertigt. Die Raketen werden in versiegelten, vor Witterungseinflüssen schützenden Transport- und Startbehältern aus dem Herstellungswerk geliefert. Transportiert werden diese mit speziellen 5T92-Lastkraftwagen auf Basis des MAZ-543M (8×8). Die Raketen werden mitsamt dem Startbehältern senkrecht in das Raketensilo abgesenkt, wo sie für maximal 10 Jahre stationiert bleiben können. Das Silo ist mit einem Schnellöffnungssystem ausgestattet, um einen schnellen Start der Rakete zu ermöglichen. Ein spezielles Nachladesystem soll gewährleisten, dass innerhalb von zwei Stunden aus demselben Silo eine weitere Rakete gestartet werden kann. Angetrieben wird die 53T6-Rakete von einem 5S73-Feststoffraketentriebwerk der Firma OKB Sojus. Zur Anwendung kommt ein Hochenergietreibstoff, welcher dem Raketentriebwerk einen sehr hohen spezifischen Impuls verleiht. Der Raketenstart erfolgt direkt aus dem Raketensilo und die Zündung des Triebwerks erfolgt bereits im Silo. Die enorme Schubkraft beschleunigt die Rakete innerhalb 3–4 Sekunden auf die Höchstgeschwindigkeit von rund Mach 16. Dabei erfährt die Rakete eine Beschleunigung von bis zu 210 g. Bei der maximal möglichen Transversalen von 70 ° erfährt die Rakete eine Querbelastung von bis zu 90 g. Der vertikale Einsatzbereich der Lenkwaffe liegt bei 5 bis 30 km bei einem horizontalen Einsatzbereich von 20,8 bis 100 km. Die maximale Einsatzhöhe von 30 km erreicht die Rakete innerhalb rund 6 Sekunden. Bei dem Flug durch die Erdatmosphäre mit Hyperschallgeschwindigkeit entsteht eine sehr hohe Reibungshitze auf der Raketenoberfläche und macht eine Hitzebeschichtung, insbesondere der Raketenspitze notwendig. Für diese sollen Quarzkeramiken zur Anwendung gekommen sein. Die 53T6-Rakete verfügt über keinen bordeigenen Suchkopf. Der Abfangkurs der Rakete wird durch den 5N20 Don-2N-Radarkomplex überwacht und Kurskorrekturen werden mittels Datenlink an die Rakete übermittelt. Die 53T6-Rakete verfügt über keine Steuerflächen. Die Richtungs-Steuerung der Rakete erfolgt in der ersten Flugphase durch Einspritzdüsen im Raketentriebwerk, welche Inertgas (verm. flüssiges Freon) in den Schubstrahl einspritzen. In der zweiten Flugphase, nachdem die erste Raketenstufe abgesprengt wurde, kommen Steuerdüsen zur Querschubsteuerung zum Einsatz. Diese sind senkrecht zur Längsachse und tangential zum Umfang der Rakete angeordnet. Als Sprengkopf kommt bei der 53T6-Rakete der AA-84-Nukleargefechtskopf mit einer Sprengkraft von 10 kT zur Anwendung. Mit diesem sollen die anvisierten Wiedereintrittskörper entweder durch die Detonationswelle zerstört werden oder aber das spaltbare Material in den Sprengköpfen durch den erzeugten Neutronenfluss rapide aufgeheizt und zum Schmelzen gebracht werden.

## Status
Mit der Aussonderung der Langstrecken- 51T6-Raketen im Jahr 2006 verfügt das A-135-System nur noch über die 53T6-Kurzstrecken-Raketen. Insgesamt sind 68 53T6-Raketen an fünf Standorten im Großraum von Moskau stationiert. Die jeweiligen Standorte verfügen über 12 oder 16 Raketensilos.
Seit 2011 arbeitet man bei NPO Nowator an einer modernisierten Ausführung der 53T6. Die neue Rakete trägt die Bezeichnung 53T6M (PRS-1M). Sie soll über ein verbessertes Triebwerk, eine erhöhte Reichweite sowie neue Elektronik verfügen. Weiter soll die 53T6M-Rakete anstelle des Nukleargefechtskopfes auch mit einem konventionellen Splittergefechtskopf bestückt werden können. Der erste Teststart dieser modernisierten Rakete erfolgte im Dezember 2011 auf dem Saryschagan-Testgelände in Kasachstan. Nachdem die Testserie im November 2017 vorerst abgeschlossen wurde, ist nicht bekannt, ob diese modernisierten Raketen auch in die Bewaffnung der Streitkräfte Russlands übernommen wurden.